# Yélintouta
Yélintouta est une commune située dans le département de Fô de la province du Houet dans la région du Hauts-Bassins au Burkina Faso.